# Johann Heinrich Füssli

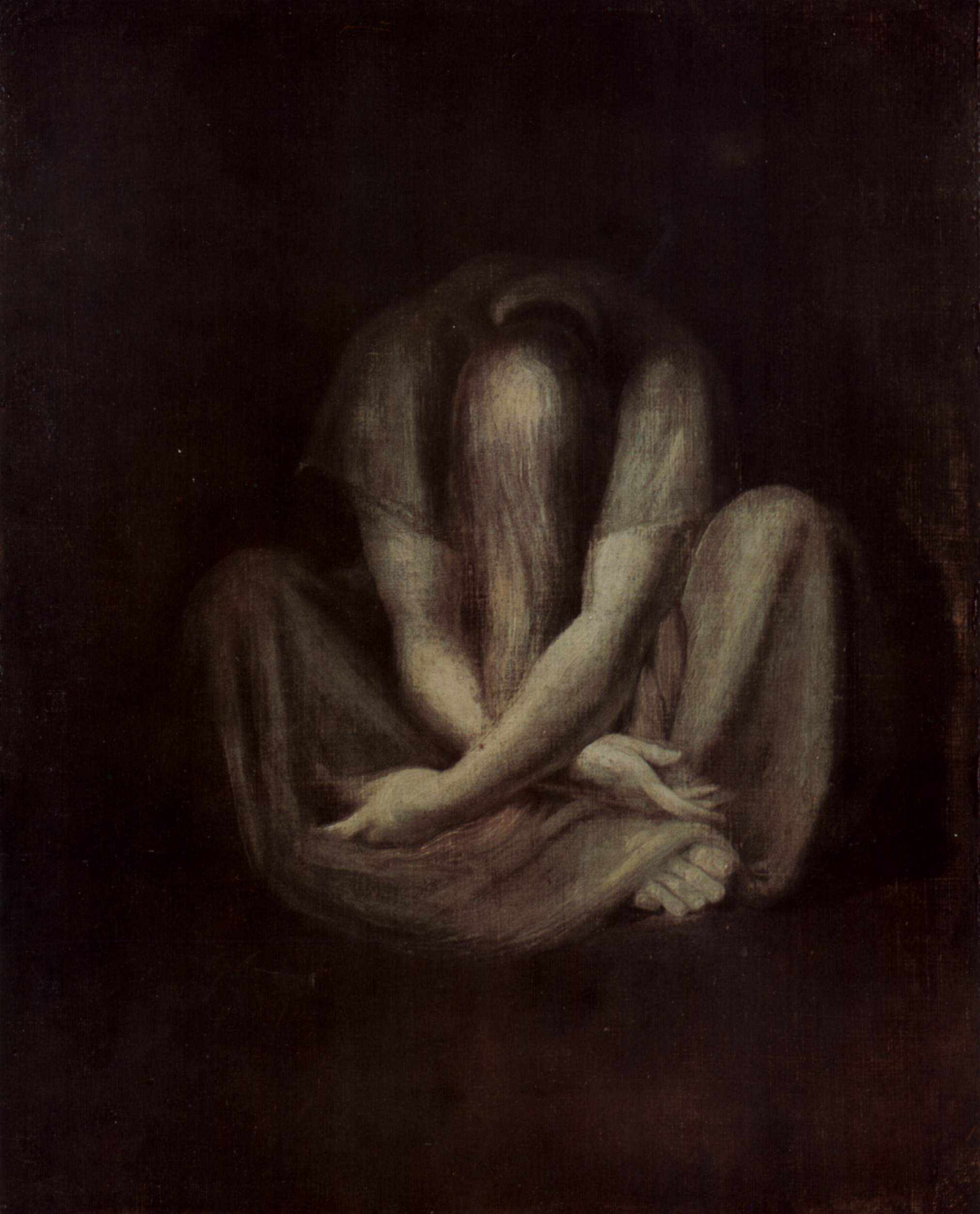
Silêncio (1799-1801), de Füssli.

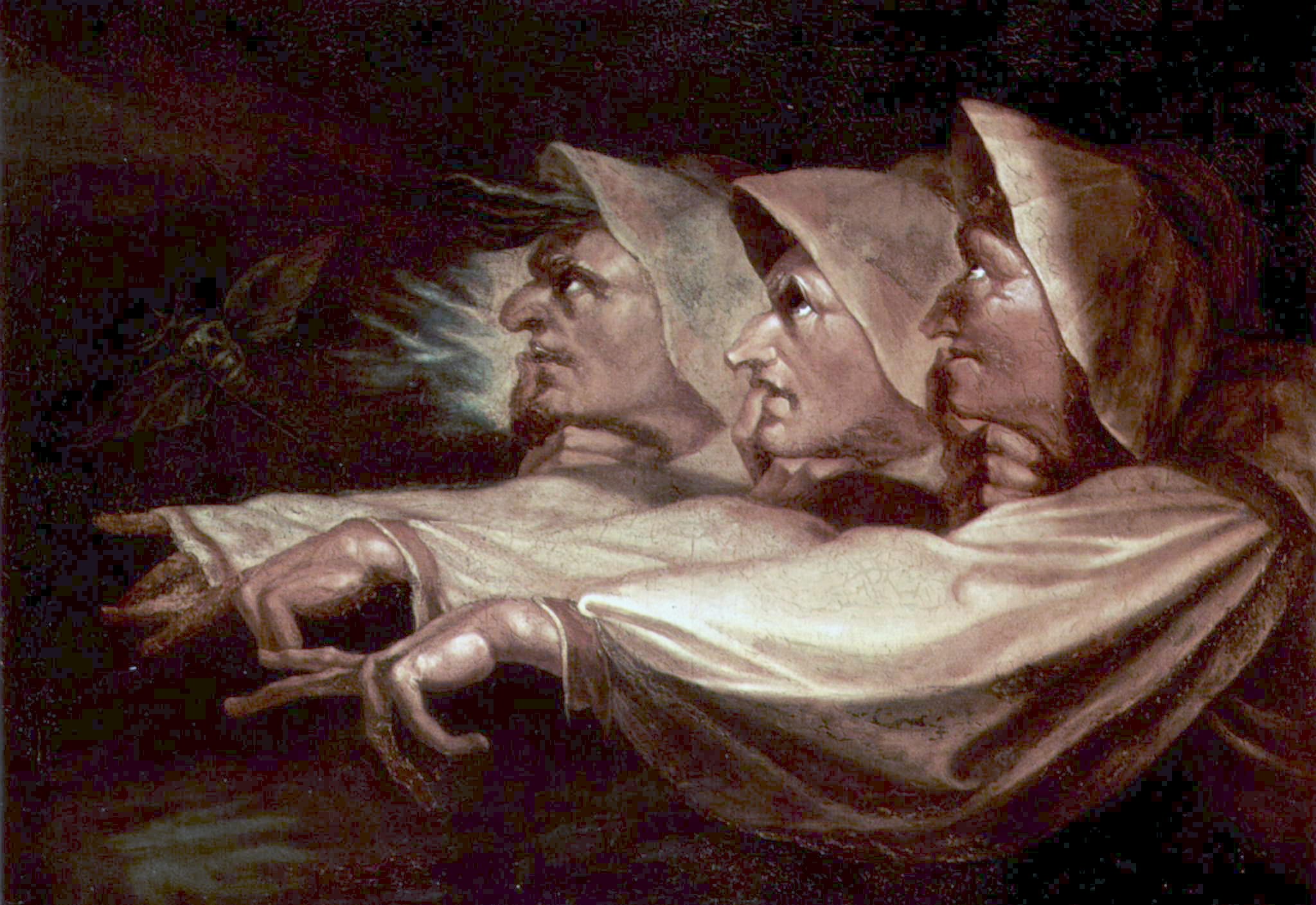
A três bruxas de Macbeth (1783), de Füssli.

Johann Heinrich Füssli, também conhecido como Henry Fuseli ou Fusely (Zurique, 7 de fevereiro de 1741 - Putnry Hill, 16 de abril de 1825) foi um pintor suíço.
Após estudar com o pai, que também era pintor, foi obrigado a deixar a sua cidade natal, Zurique, na Suíça em 1763 por motivos políticos/religiosos - era pastor, mas foi expulso de sua Igreja devido à ousadia de seus sermões. Seguiu então para a Alemanha, onde estudou estética com Sulzer. No ano seguinte, Füssli passou a viver na Inglaterra. Entre os anos de 1769 e 1778, viveu na Itália, particularmente em Roma, onde passou a copiar as obras de artistas antigos e de Michelangelo. Na volta à Inglaterra, dedicou-se tanto aos trabalhos em pintura como aos literários, tornando-se representante do romantismo inglês.
Com o pai, historiador de arte e propagador das teorias de Mengs e Winckelman, Füssli aprendeu os princípios básicos das obras da antiguidade clássica e do renascimento. Entretanto, desde o princípio seu estilo foi bem diferente. A arte pictórica de Füssli, marcada pelo aspecto passional, pelo interesse dedicado às emoções e aos estados de ânimo, assinala um dos primeiros exemplos típicos da sensibilidade romântica. Em geral, tirava seus temas das obras de Shakespeare, que admirava. Sua pintura se caracterizou por uma composição dramática e ao mesmo tempo dinâmica, embora leve, quase neomaneirista. 
Durante sua estada na Itália, com o objetivo de estudar de perto os grandes mestres, deixou-se cativar por Rosso e Pontormo, e muito particularmente por Michelangelo. Seus personagens solitários parecem prestes a ser devorados por uma realidade de cores escuras em que se movimentam e que lembra muito os quadros de Goya, paradigma do espírito romântico.
Füssli colaborou com inúmeras telas para uma galeria shakespeariana e para uma galeria miltoniana, compondo em cinquenta quadros uma representação do Paraíso Perdido, de Milton. Em 1790, era membro da Royal Academy e sua obra constitui um importante elo entre o Neoclassicismo e o Romantismo.
Entre seus trabalhos mais conhecidos, estão: A três bruxas de Macbeth, de 1783, Sonho de uma noite de verão, de 1788, O pesadelo, de 1782 e O Despertar de Titânia, 1775, algumas como representações macabras do amor não correspondido, que era um dos impulsionadores do movimento romântico.

## Obras

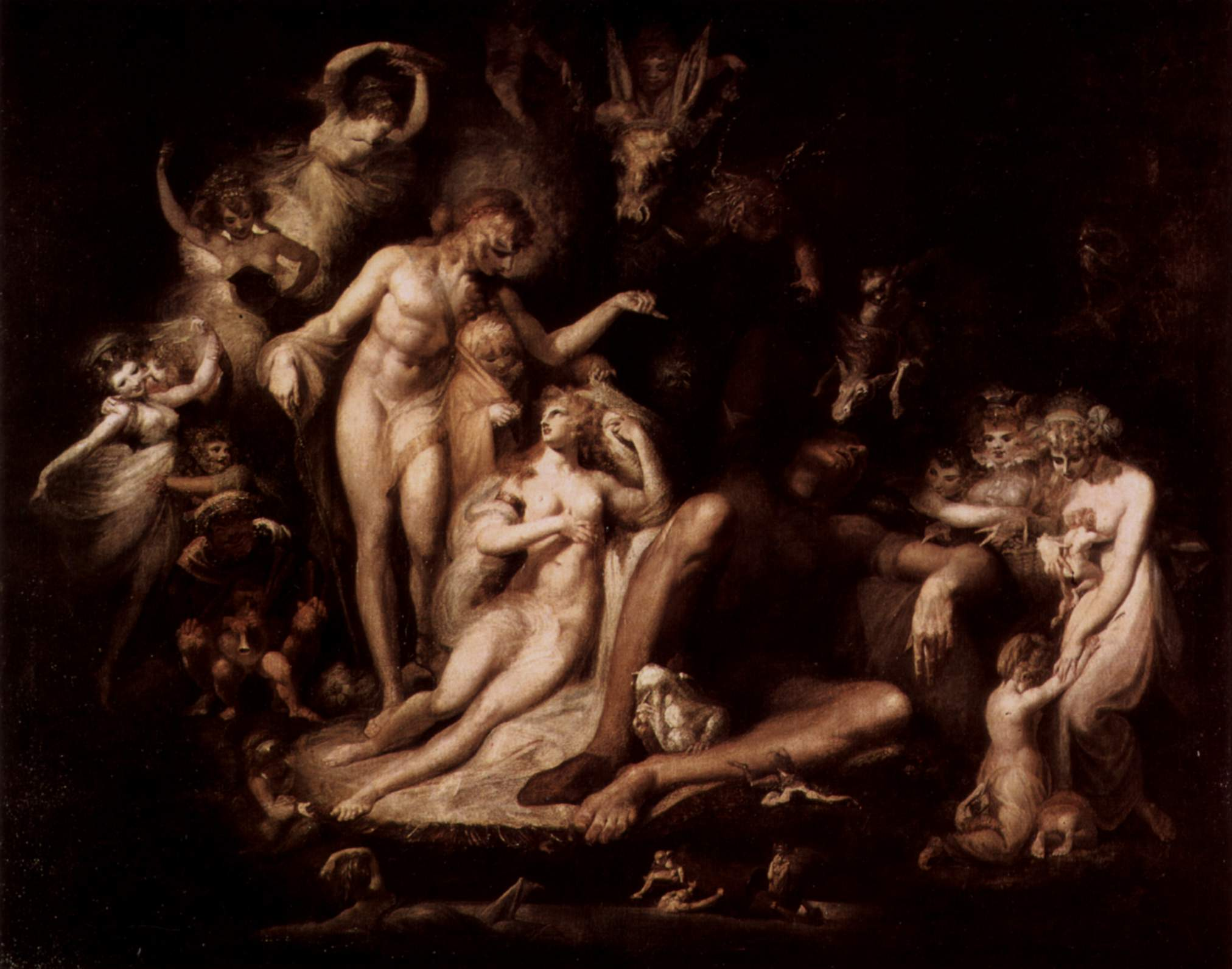
O Despertar de Titânia (1775/90), Museu de Arte - Winterthur
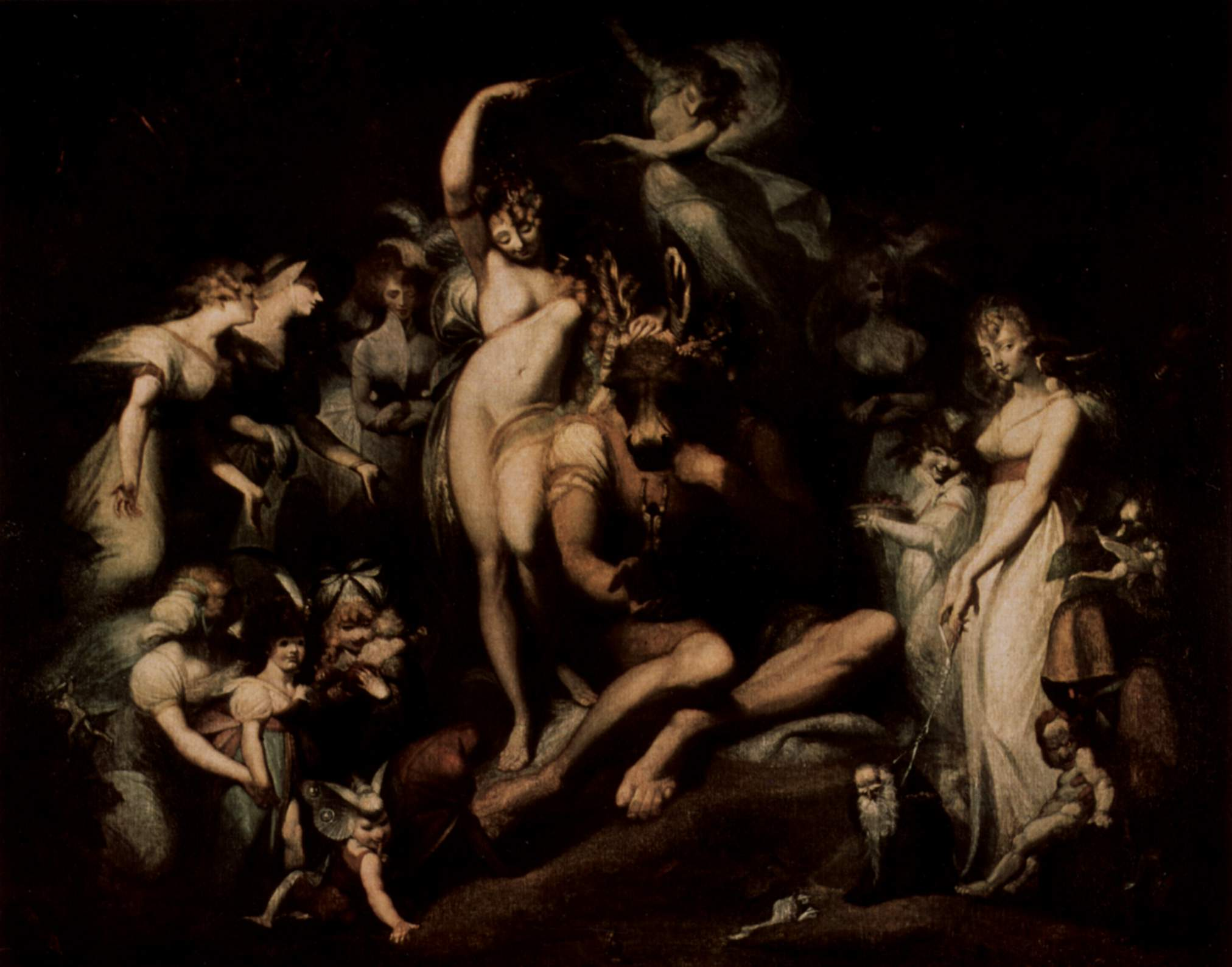
Titania e Botton (1780/90), Tate Gallery - Londres
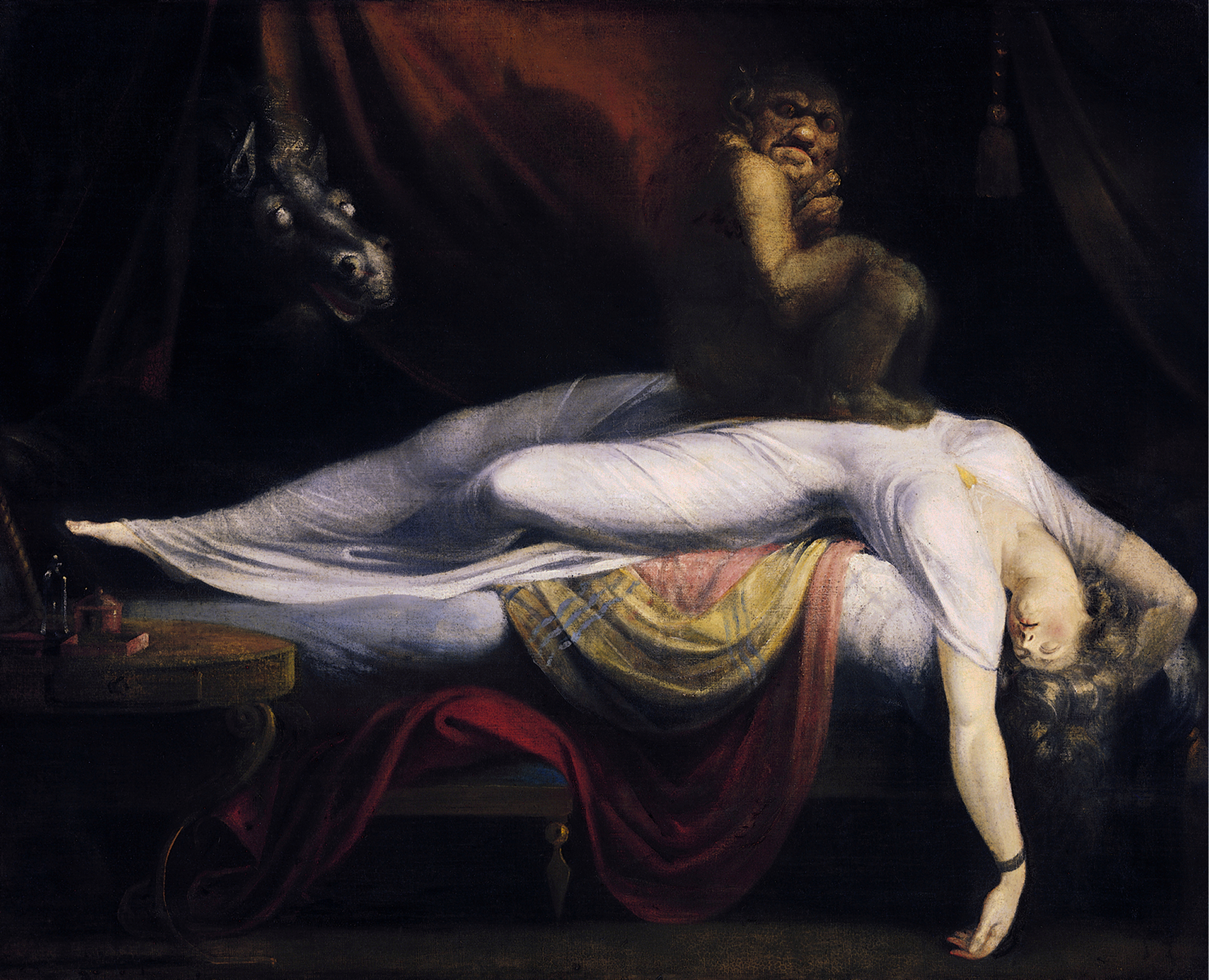
O pesadelo (1781)
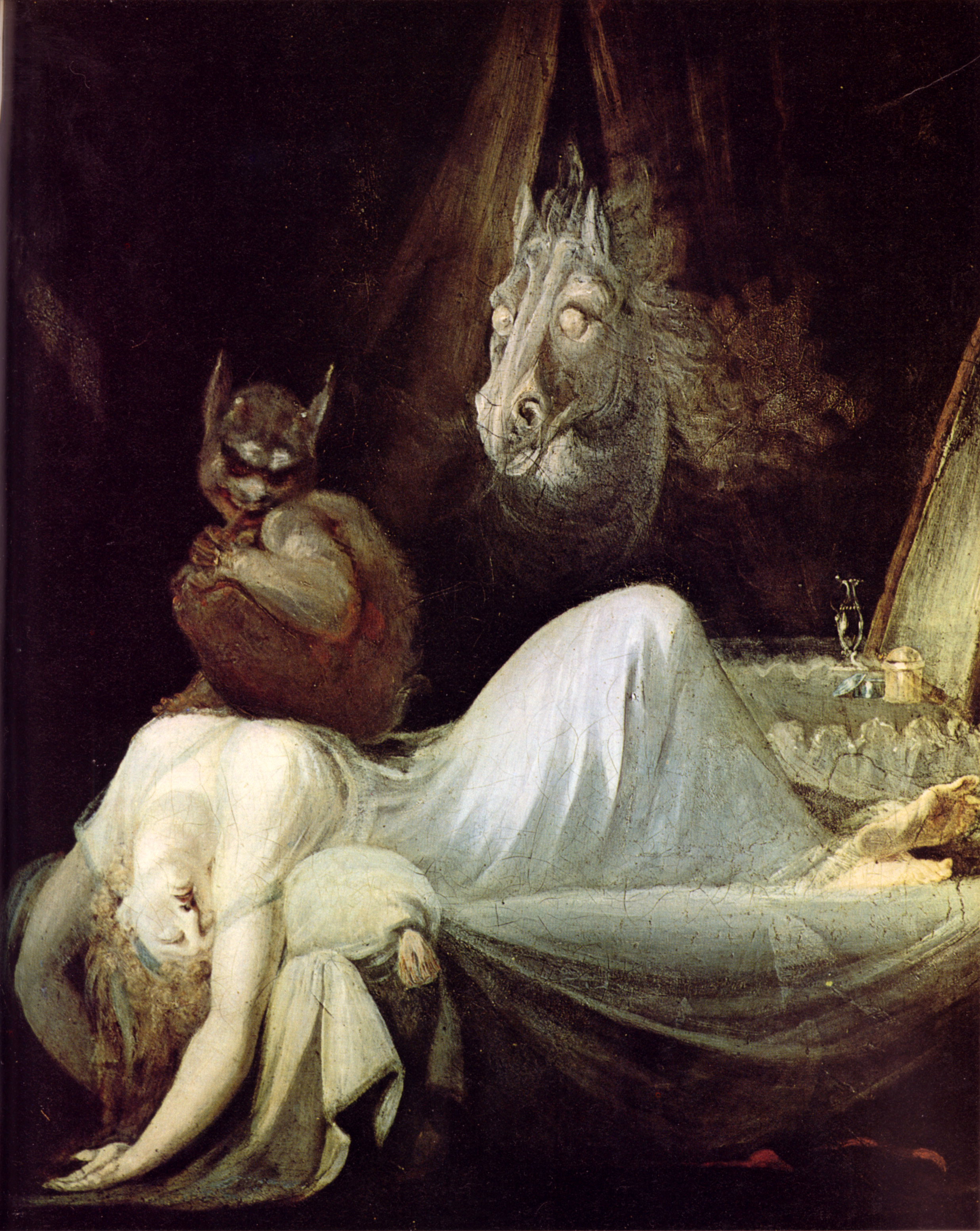
O pesadelo (1802), Museu Goethe - Frankfurt